# Bob Kloppenburg
Robert G. Kloppenburg, detto Bob (28 luglio 1927 – Bellevue, 16 aprile 2024), è stato un allenatore di pallacanestro statunitense.

## Carriera
Divenne famoso per l'invenzione della "SOS Pressure Defense", un sistema difensivo incentrato sul recuperare possessi palla, basandosi sul forzare il palleggiatore verso determinati "check points" (e sul raddoppiarlo seguendo particolari canoni), sui cambi sistematici contro blocchi ciechi e blocchi palla.
Fu assistente allenatore per i Cleveland Cavaliers (di cui fu head coach nel 1981), per i Seattle SuperSonics e per i Charlotte Bobcats.
Assieme ad Ernie Woods fu il fondatore del famoso sito HoopTacticts.com, dedicato a tutti gli allenatori di pallacanestro.
Nell'estate del 2007 fu protagonista, assieme al collega Tex Winter (suo compagno di squadra alla University of Southern California), di un paio di clinic riservati agli allenatori italiani, tenutisi a Montecatini Terme e a Torino.